# Oleg Semjonowitsch Schenin

Grabmal Schenins auf dem Friedhof Trojekurowo in Moskau

Oleg Semjonowitsch Schenin (russisch Олег Семёнович Шенин, wiss. Transliteration Oleg Semënovič Šenin; * 22. Juli 1937 in der Oblast Stalingrad; † 28. Mai 2009 in Moskau) war ein sowjetischer bzw. russischer kommunistischer Politiker. Er war 1991 Mitinitiator des Augustputsches gegen Gorbatschow.

## Leben

### Aufstieg
Schenin war von 1987 bis 1990 Erster Sekretär des Regionskomitees der Kommunistischen Partei von Krasnojarsk. Von 1990 bis 1991 war er im Sekretariat des Zentralkomitees der Kommunistischen Partei der Sowjetunion und zugleich Vollmitglied des Politbüros der KPdSU. In den Jahren von 1987 bis 1990 war er – so Gorbatschow – „ein aufrichtiger Anhänger der Perestroika“ in der sich neu formierenden Kommunistischen Partei der Sowjetunion. Als ZK-Sekretär war er in einer Schlüsselfunktion für die Betreuung der ZK-Abteilung Organisations- und Parteiarbeit zuständig.

### Der Putsch von 1991
Bekannt wurde  er zusammen mit Vizepräsident Janajew, Verteidigungsminister Marschall Jasow, Innenminister Pugo, Ministerpräsident Pawlow, KGB-Chef Krjutschkow sowie den ZK-Sekretären Boldin, Baklanow und Lukjanow (zugleich Vorsitzender des Obersten Sowjets der UdSSR) als Mitinitiator des Putsches gegen Gorbatschow im August 1991. Am 18. August 1991 erschien er zusammen u. a. mit Baklanow, Boldin und Armeegeneral Warennikow (Oberkommandierender der UdSSR-Bodentruppen und Stellv. Verteidigungsminister) in Gorbatschows Urlaubsdatscha in Foros (Krim). Ihr Versuch, Gorbatschow zum Rücktritt zu bewegen misslang ebenso wie der Putsch in Moskau in den drei folgenden Tagen. Als Ergebnis der Verschwörung schwand Gorbatschows Macht, die KPdSU wurde in der RSFSR verboten, und Ende 1991 wurde der Zerfall der Sowjetunion besiegelt. Schenin wurde verhaftet, die Putschisten jedoch bereits 1992/93 amnestiert.

### Politische Arbeit nach 1993
Nach der Wiedergründung (1993) der Kommunistischen Partei der Russischen Föderation (KPRF) wirkte Schenin zunächst auch in dieser Partei mit. Er wurde Vorsitzender der Union der Kommunistischen Parteien der Sowjetunion, 2001 löste ihn Gennadi Sjuganow in diesem Amt ab. Die erheblichen inhaltlichen und persönlichen Konflikte zwischen dem Parteiführer der KPRF Gennadi Sjuganow und Schenin führten 2001 dazu, dass sich Schenin und andere von der KPRF abspalteten und eine neue Kommunistische Partei in der Russischen Föderation gründeten. Diese kleine Partei hat jedoch keine besondere Bedeutung in Russland erfahren.
Im Jahr 2008 hat sich Schenin dann als möglicher Kandidat für das Amt des Präsidenten von Russland wieder ins Gespräch gebracht. Doch wurde er nicht als Kandidat aufgestellt.